# Balneario Los Ángeles
Los Ángeles is een plaats in het Argentijnse bestuurlijke gebied Necochea in de provincie Buenos Aires. De plaats telt  inwoners.